# Bezirk Potsdam
Het district Potsdam was het grootste van de 14 Bezirke (districten) van de Duitse Democratische Republiek (DDR). Het district Potsdam kwam tot stand bij de wet van 23 juli 1952 na de afschaffing van de deelstaten.
Het district Potsdam omvatte het grootste deel van westelijk Brandenburg. Na de hereniging met de Bondsrepubliek in 1990 werd het district Potsdam opgeheven en werd weer onderdeel van de deelstaat Brandenburg.

## Bestuurlijke indeling
De Bezirk Potsdam was onderverdeeld in de stadtkreise Potsdam en Brandenburg an der Havel alsmede de volgende kreise:
1. Kreis Belzig
2. Kreis Brandenburg
3. Kreis Gransee
4. Kreis Jüterbog
5. Kreis Königs Wusterhausen
6. Kreis Kyritz
7. Kreis Luckenwalde
8. Kreis Nauen
9. Kreis Neuruppin
10. Kreis Oranienburg
11. Kreis Potsdam
12. Kreis Pritzwalk
13. Kreis Rathenow
14. Kreis Wittstock
15. Kreis Zossen

## Kengetallen
- Inwoners 1961: 1.146.700
- Inwoners 1970: 1.133.600
- Oppervlakte: 12.568 km²

Bezirke: Cottbus · Dresden · Erfurt · Frankfurt · Gera · Halle · Karl-Marx-Stadt · Leipzig · Magdeburg · Neubrandenburg · Potsdam · Rostock · Schwerin · Suhl

Overig gebied: Oost-Berlijn